# بيل كاسيلمان
بيل كاسيلمان (بالإنجليزية: Bill Casselman)‏ هو رياضياتي أمريكي، ولد في 27 نوفمبر 1941 في جلان ريدج في الولايات المتحدة.